# Émile Viollat
Émile Viollat (ur. 19 czerwca 1937 w Combloux, zm. 7 sierpnia 2012) – francuski narciarz alpejski, srebrny medalista mistrzostw świata.
Wystartował na mistrzostwach świata w Chamonix w 1962 roku, gdzie wywalczył srebrny medal w zjeździe. W zawodach tych rozdzielił dwóch Austriaków: Karla Schranza i Egona Zimmermanna. Był to jego jedyny medal wywalczony na międzynarodowej imprezie tej rangi oraz jedyny start na mistrzostwach świata. Nigdy nie wystartował na igrzyskach olimpijskich.

## Osiągnięcia

### Mistrzostwa świata
| Miejsce | Dzień      | Rok  | Miejscowość | Konkurencja | Czas biegu | Strata | Zwyciężczyni      |
| ------- | ---------- | ---- | ----------- | ----------- | ---------- | ------ | ----------------- |
| 2.      | 7 sierpnia | 1966 | Portillo    | Zjazd       | 1:34,40    | +0,40  | Jean-Claude Killy |